# 彼得·帕莱奇内
彼得·帕莱奇内（波蘭語：Piotr Paleczny，1946年5月10日生于波兰雷布尼克），波兰古典钢琴家，1970年肖邦国际钢琴比赛第三名得主。
2010年5月他担任日本仙台国际音乐比赛的评委。2011年他被邀请担任阿马德奥钢琴大赛的评委。
他在华沙肖邦音乐大学教授钢琴，并自1998年起担任该校教授。他还在马德里的阿方索十世萨比奥大学音乐系任教。